# Campeonato Canadense de Futebol de 2011
O Campeonato Canadense de Futebol 2011 ou 2011 Nutrilite Canadian Championship, foi a 4º edição do campeonato nacional. O campeão, Toronto FC, ganhou o direito de disputar a Liga dos Campeões da CONCACAF. 

## Histórico
Para a edição de 2011, houve várias mudanças em relação aos anos anteriores tais como a alteração de liga do Vancouver Whitecaps, a inclusão de uma nova equipe e a mudança de regulamento.

### Mudança de liga do Vancouver Whitecaps
A partir da edição de 2011, o Vancouver Whitecaps não participa mais do campeonato como representante da USL First Division e, sim, como representante da Major League Soccer (MLS), liga da qual agora faz parte. 

### Nova equipe
Ao contrário dos anos anteriores, desta vez irá contar com a presença de quatro participantes: Toronto FC, Vancouver Whitecaps, Montreal Impact e a nova equipe FC Edmonton, equipe fundada em 2010 e que participa da liga Nova NASL. 

### Mudança no regulamento
Diferentemente das versões anteriores, o sistema da disputa será com os times divididos em duas chaves, com jogos "mata-mata" - ida e volta - com os vencedores disputando a final com jogos também em "mata-mata".

### Toronto FC tricampeão
O Toronto FC sagrou-se tricampeão canadense ao superar o Vancouver Whitecaps em duas partidas: 1x1 no primeiro jogo, em Vancouver, e 2x1 no jogo de volta, em Toronto, após um adiamento de uma semana devido às fortes chuvas.  

## Classificação

### Semifinais
| 27 de abril de 2011 | Montreal Impact | 0 — 1     | Vancouver Whitecaps | Stade Saputo, Montreal, Quebec              |
|                     |                 | Relatório | Dunfield 67'        | Público: 8,412 Árbitro: Carole Anne Chénard |

| 27 de abril de 2011 | FC Edmonton | 0 — 3     | Toronto FC                  | Commonwealth Stadium, Edmonton, Alberta |
|                     |             | Relatório | Gordon 47' · Santos 55' 61' | Público: 5,700 Árbitro: Paul Ward       |

| 4 de maio de 2011 | Toronto FC | 1 — 0     | FC Edmonton | BMO Field, Toronto, Ontario |
|                   | Gordon 7'  | Relatório |             | Público: 17,937             |

| 4 de maio de 2011 | Vancouver Whitecaps | 1 — 1     | Montreal Impact  | Empire Field, Vancouver, British Columbia |
|                   | Akloul 113'         | Relatório | Gerba 83' (pen.) | Público: 16,611 Árbitro: Dave Gantar      |

### Finais
| 18 de maio de 2011 | Vancouver Whitecaps | 1 — 1     | Toronto FC | Empire Field, Vancouver, British Columbia |
|                    | Hassli 64'          | Relatório | Santos 73' | Público: 15,474 Árbitro: Silviu Petrescu  |

| 25 de maio de 2011 | Toronto FC | Partida Adiada | Vancouver Whitecaps | BMO Field, Toronto, Ontario |
|                    |            |                | Hassli 17'          |                             |

Partida adiada nos 15 minutos do 2º tempo, devido as fortes chuvas. O 2º jogo da final será jogado no dia 2 de Julho, e irá começar 0-0, devido as regras da competição.
| 2 de Julho de 2011 | Toronto FC                  | 2 — 1     | Vancouver Whitecaps | BMO Field, Toronto, Ontario          |
|                    | Plata 52' · Yourassowky 61' | Relatório | Sanvezzo 21'        | Público: 18,212 Árbitro: Dave Gantar |

## Artilheiro
| jogador        | Equipe              | Gols |  |
| -------------- | ------------------- | ---- |  |
| Maicon Santos  | Toronto FC          | 3    |  |
| Alan Gordon    | Toronto FC          | 2    |  |
| Eric Hassli    | Vancouver Whitecaps | 1    |  |
| Terry Dunfiled | Vancouver Whitecaps | 1    |  |
| Mouloud Akloul | Vancouver Whitecaps | 1    |  |
| Ali Gerba      | Montreal Impact     | 1    |  |

## Premiação
| Campeonato Canadense de Futebol Campeão 2011 |
| -------------------------------------------- |
| Ontário                                      |
| Toronto FC Terceiro Título                   |